# Chandrasekharova mez
Chandrasekharova mez je maximální hmotnost bílého trpaslíka (jedno z konečných stádií života hvězdy), při které ještě zůstává stabilní.
Je rovna 2,765×1030 kg, tedy 1,44 hmotnosti Slunce. 
Chandrasekharovu mez {\displaystyle M_{\mathrm {Ch} }} lze přibližně spočítat jako
{\displaystyle M_{\mathrm {Ch} }\approx \left({\frac {\hbar c}{G}}\right)^{3/2}{\frac {1}{m_{\mathrm {p} }^{2}}}}
kde {\displaystyle \hbar } je redukovaná Planckova konstanta, {\displaystyle c} je rychlost světla, {\displaystyle G} je gravitační konstanta a {\displaystyle m_{\mathrm {p} }} je hmotnost protonu.
Přesná hodnota závisí na chemickém složení hvězdy.
Stlačení hvězdy ve fázi bílého trpaslíka brání degenerační tlak elektronů. Při překročení Chandrasekharovy meze je gravitace natolik silná, že překročí degenerační tlak a jádro se zhroutí. Elektrony se spojí s protony za vzniku neutronů, neutrin a vysokoenergetického gama záření. Část uvolněné energie se dostane do horních vrstev hvězdy, a ty potom explodují (Supernova typu II). Z jádra se vytvoří neutronová hvězda nebo jeden z teoreticky stabilních mezistavů.
Tuto konstantu odvodil Subrahmanyan Chandrasekhar v roce 1930.
Avšak nové výpočty ukazují, že silné magnetické pole a zploštělý tvar zvyšují mez super-Chandrasekharových supernov na 2,58 hmotnosti Slunce.